# Julius Paulus Prudentissimus
Julius Paulus, kaldet Prudentissimus, var en af de fem store romerske jurister. 
Om hans herkomst og fødeby vides intet sikkert, fødsels- og dødsår er ubekendt. Han var elev af Scævola, medlem af det kejserlige konsil under Septimius Severus, forvist af Heliogabalus, præfectus prætorio under Alexander Severus, muligvis efter Ulpians mord. I litterær frugtbarhed og mangesidighed overgår Paulus alle romerske jurister. Ham skyldes formuleringen af den berømte sætning: Non ex regula jus surruntur, sed ex jure, quod est, regula fiat. Paulus' hovedværker er hans kommentarer Ad edictum libri LXXX, Ad Sabinum libri XVI og Sententiarum ad filium libri quinque; det sidste værk, der måske er skrevet under Caracalla, er sammen med Gaius' Institutiones optaget i Lex Romana Visigothorum. Han forfattede endvidere en række monografier, kommentarer og Responsa. Af Paulus' skrifter er 2080 steder excerperede i digesterne, hvilke udgør omtrent 1/6 af disse. Paulus' Sententiæ er blandt andet udgivne af Arndts, Krüger og Huschke.